# Нюман, Йони
Йони Калеви Нюман (фин. Joni Kalevi Nyman; род. 5 сентября 1962, Пори) — финский боксёр, представитель лёгкой, полусредней и первой полусредней весовых категорий. Выступал за сборную Финляндии по боксу на всём протяжении 1980-х годов, бронзовый призёр летних Олимпийских игр в Лос-Анджелесе, обладатель серебряной медали чемпионата Европы, шестикратный чемпион финского национального первенства, победитель и призёр многих турниров международного значения. В период 1988—2005 годов боксировал также на профессиональном уровне, но без особого успеха.

## Биография
Йони Нюман родился 5 сентября 1962 года в городе Пори области Сатакунта, Финляндия. Проходил подготовку в местном клубе Porin NMKY и в Хельсинки в столичном спортивном клубе Tapanilan Erä

### Любительская карьера
Впервые заявил о себе в 1980 году, когда одержал победу на чемпионате Финляндии в зачёте лёгкого веса, стал бронзовым призёром юниорского чемпионата Европы в Италии, где на стадии полуфиналов уступил советскому боксёру Василию Шишову. Принял участие в матчевой встрече со сборной Венгрии, выиграв по очкам у венгра Тибора Дезамитша.
В 1981 году выиграл национальное первенство в первом полусреднем весе, выступил на домашнем чемпионате Европы в Тампере, где в 1/8 финала вновь потерпел поражение от Шишова.
В 1982 году защитил звание чемпиона Финляндии в первой полусредней весовой категории, выиграл серебряную медаль на международном турнире «Таммер», одержал победу на Кубке Копенгагена, побывал на чемпионате мира в Мюнхене, где в четвертьфинале был остановлен югославом Мирко Пузовичем.
На чемпионате Финляндии 1983 года проиграл в финале Ханну Вуоринену, получив на сей раз серебряную медаль. Также стал бронзовым призёром международного турнира Gee-Bee в Хельсинки.
Поднявшись в 1984 году в полусредний вес, Нюман вернул себе звание чемпиона финского национального первенства и вновь оказался в основном составе финской национальной сборной. Он взял серебро на турнире Gee-Bee, уступив в решающем поединке немцу Торстену Шмитцу, и благодаря череде удачных выступлений удостоился права защищать честь страны на летних Олимпийских играх в Лос-Анджелесе — благополучно прошёл здесь первых троих соперников по турнирной сетке, но в четвёртом полуфинальном бою со счётом 2:3 проиграл представителю Южной Кореи Ан Ён Су и таким образом получил бронзовую олимпийскую награду.
Став бронзовым призёром Олимпиады, Йони Ниман остался в главной боксёрской команде Финляндии и продолжил принимать участие в крупнейших международных турнирах. Так, в 1985 году он побывал на европейском первенстве в Будапеште, откуда привёз награду серебряного достоинства — в финале полусреднего веса был побеждён представителем СССР Исраелом Акопкохяном. Кроме того, взял бронзу на турнирах «Таммер» и Gee-Bee, успешно выступил в матчевой встрече со сборной Швеции против Конни Олауссона.
В 1986 году был лучшим на чемпионате Финляндии, победил на турнире «Таммер».
В 1987 году стал бронзовым призёром турнира «Таммер» и серебряным призёром турнира Gee-Bee.
Одолел всех оппонентов в зачёте финского национального первенства 1988 года, став тем самым шестикратным чемпионом Финляндии по боксу. Находясь в числе лидеров финской национальной сборной, прошёл отбор на Олимпийские игры в Сеуле — на сей раз попасть в число призёров не смог, остановился в четвертьфинале, проиграв 0:5 американцу Кеннету Гулду.

### Профессиональная карьера
Вскоре по окончании сеульской Олимпиады Нюман покинул расположение финской сборной и уже в ноябре 1988 года успешно дебютировал на профессиональном уровне. Выступал исключительно на территории Финляндии, в течение десяти лет одержал в общей сложности 14 побед (в том числе 4 досрочно), потерпел 6 поражений (в том числе от чемпиона Европы Роберто Велина), тогда как в одном случае была зафиксирована ничья. В 2005 году вернулся в бокс ради одного боя с малоизвестным соперником, добавив в послужной список ещё одну победу.
В 2008 году был введён в Зал славы финского бокса.